# Dlisen
Dlisen is een bestuurslaag in het regentschap Batang van de provincie Midden-Java, Indonesië. Dlisen telt 2253 inwoners (volkstelling 2010).